# Vlag van Haskerland

Vlag van de gemeente Haskerland
(1983-1984)

De vlag van Haskerland is in 1983 per raadsbesluit ingesteld als de gemeentelijke vlag van de Friese gemeente Haskerland. Op 1 januari 1984 ging Haskerland samen met de gemeente Doniawerstal, een deel van Utingeradeel (de dorpen Akmarijp en Terkaple) en het dorp Nieuwebrug op in de gemeente Skarsterlân, waardoor de vlag niet langer als gemeentelijke vlag in gebruik is. De haas uit de vlag is overgenomen op de vlag van Skarsterlân. Deze gemeente is op haar beurt  per 1 januari 2014 opgegaan in De Friese Meren. De haas uit de vlag is overgenomen op de vlag van De Friese Meren.

## Beschrijving
De vlag wordt als volgt beschreven:
Twee banen van gelijke hoogte van blauw en groen, met over het geheel op de scheiding tussen de banen een witte springende haas, waarvan de lengte een halve vlaglengte is.
De haas die op het wapen van natuurlijke kleur is, is op de vlag wit.

## Verklaring
De kleuren zijn afkomstig van het gemeentewapen, evenals de haas. De haas springt vrij rond op het groene gras onder de blauwe hemel. Daarnaast is het een sprekend symbool dat verwijst naar de naam van de gemeente. De vlag is van de hand van Kl. Sierksma, die de vlag reeds in 1962 had ontworpen.

## Verwante afbeeldingen

Wapen van Haskerland
Vlag van Skarsterlân
Vlag van De Friese Meren

Aengwirden 
· Baarderadeel 
· Barradeel 
· het Bildt 
· Bolsward 
· Boornsterhem 
· Dokkum 
· Dongeradeel 
· Doniawerstal 
· Ferwerderadeel 
· Franeker 
· Franekeradeel 
· Gaasterland 
· Gaasterland-Sloten 
· Haskerland 
· Hemelumer Oldeferd 
· Hennaarderadeel 
· Hindeloopen 
· Idaarderadeel 
· IJlst 
· Kollumerland en Nieuwkruisland 
· Leeuwarderadeel 
· Lemsterland 
· Littenseradeel 
· Menaldumadeel 
· Nijefurd 
· Oostdongeradeel 
· Rauwerderhem 
· Schoterland 
· Skarsterlân 
· Sloten 
· Sneek 
· Stavoren 
· Terschelling en Vlieland 
· Utingeradeel 
· Westdongeradeel 
· Wonseradeel 
· Workum 
· Wymbritseradeel